# Mr. Nice Guy (EP)
 For alternative betydninger, se Mr. Nice Guy. (Se også artikler, som begynder med Mr. Nice Guy)
Mr. Nice Guy er en EP af den danske sangerinde Trine Dyrholm, som indeholder tre numre ("Avenuen", "Spejlet" og "Stille"), og som blev komponeret til komedieshowet af samme navn vist på Bellevue Teatret.
Teksten er skrevet af Peter og Anders Lund Madsen, og musikken er komponeret af Kim Larsen. Sangene er sunget af hovedskuespilleren i showet Trine Dyrholm og Emil de Waals band.

## Modtagelse
Sangen "Avenuen" blev et kæmpe hit, og lå #1 på singlehitlisten i adskillige omgange, og tilbragte i alt 135 uger på listen. Til trods for at være certificeret til platin med et salg på over 16.000 eksemplarer modtog Dyrholm ikke de adskillige platinplader som hun var berettiget da pladeselskabet CMC efter eget udsagn ikke holdt øje med det.

## Coverversioner
Kim Larsen indspillede coverversioner af "Stille i verden" og "Lille Spejl", som blev udgivet på hans album Gammel hankat fra 2006, og blev kaldt "pladens to bedste sange" i Dagbladet Information.

## Trackliste
| #  | Titel     | Længde |
| -- | --------- | ------ |
| 1. | "Avenuen" | 3:18   |
| 2. | "Spejlet" | 3:13   |
| 3. | "Stille"  | 2:56   |

## Personel
- Trine Dyrholm - Vokal
- Gustaf Ljunggren - harmonika, guitar, elektrisk guitar
- Stig Kreutzfeldt - baggrundsvokal, guitar
- Kristian Jørgensen - kontrabas
- Emil de Waal - trommer, producer